# Chevrolet Eagle
La Chevrolet Eagle (série CA) est un véhicule américain fabriqué par Chevrolet en 1933 pour remplacer la Series BA Confederate de 1932. Elle est renommée Master (ou Master Eagle) lorsque le modèle est complété au cours de l'année par la Chevrolet Standard Six brièvement nommée Mercury. La lignée des Chevrolet Master perdurera jusqu'en 1942 et même en 1948 en prenant compte des Fleetmaster et Stylemaster.

## Historique
La Chevrolet Eagle a été produite au début de l'année de production de 1933. Lorsqu'elle a été rejointe par la Chevrolet Mercury (Standard) moins chère plus tard en 1933, le nom Eagle a été changé en Master pour fournir à Chevrolet une gamme de deux voitures ; pour la première fois en dix ans, ils fabriquent deux modèles sur des empattements différents : 2,794 m pour les Master Eagle et 107 pour les Mercury, lesquelles était également connues comme la série Standard.
Au total, les anciennes Eagle et les Master de 1933 ont vendu 450 435 véhicules combinés, soit une augmentation de près de 140 000 des ventes par rapport aux 313 395 de la Series BA de l'année précédente, et ont permis à Chevrolet de conserver sa première place dans les ventes de voitures aux États-Unis. L'Eagle a mis fin à la tradition des automobiles à deux places chez Chevrolet, et la nouvelle Town Sedan comprenait un coffre intégré.
Les Chevrolet Master de 1934 conserveront la plupart des éléments apparus début 1933 sur les Eagle mais gagneront un châssis de 2,8448 mètres. Les Standard et Master seront véritablement renouvelées en 1935.

## Caractéristiques
L'empattement de l'Eagle et de la Master a augmenté d'un pouce à  2 794 mm par rapport à la Series BA, et était de trois pouces plus long que la nouvelle Mercury positionnée en bas de gamme. 
Elle était propulsée par une version plus grande du "Stovebolt Six", un moteur six cylindres de 3 380 cm3, produisant 65 ch (48 kW). Un plus petit six cylindres de 2970 cm3 été utilisé dans la Mercury, produisant 60 ch (45 kW).

### Versions
En tant que modèle le plus luxueux de la marque à bas prix de General Motors, les Eagle/Master proposent : une berline 4 portes (sedan), deux portes (coach), un coupé 3 fenêtres avec siège de coffre, un coupé 5 fenêtres, un cabriolet, un roadster cabriolet (plus spartiate) et un phaéton 4 portes.
La berline 2 portes avec coffre intégré apparaît seulement dans la brochure où les Eagle ont déjà été renommées Master.

### Identification
Il existe plusieurs différences entre l'Eagle et la Master. Le plus facile à identifier est le montant délimitant la fenêtre de custode de la porte avant. Sur l'Eagle, la tige chromée entre ces deux fenêtres est solidaire de la vitre principale lorsqu'elle s'abaisse, alors que sur la Master ce diviseur reste en position fixe et ne descend pas avec la fenêtre.
Les Chevrolet Mercury sont également très semblables, bien que plus courte, il est aisé de les distinguer en comparant les capots, dotés de 3 volets rectangulaires sur les Eagle/Master et d'une longue rangée de persiennes sur les Standard/Mercury. Ces dernières ne sont proposés qu'en deux portes et coupé (jamais dotés de 5 fenêtres).

## Camions
GM a également utilisé le châssis et la plate-forme de l'Eagle pour les camions de marque Chevrolet et GMC.